# Villa Staudt

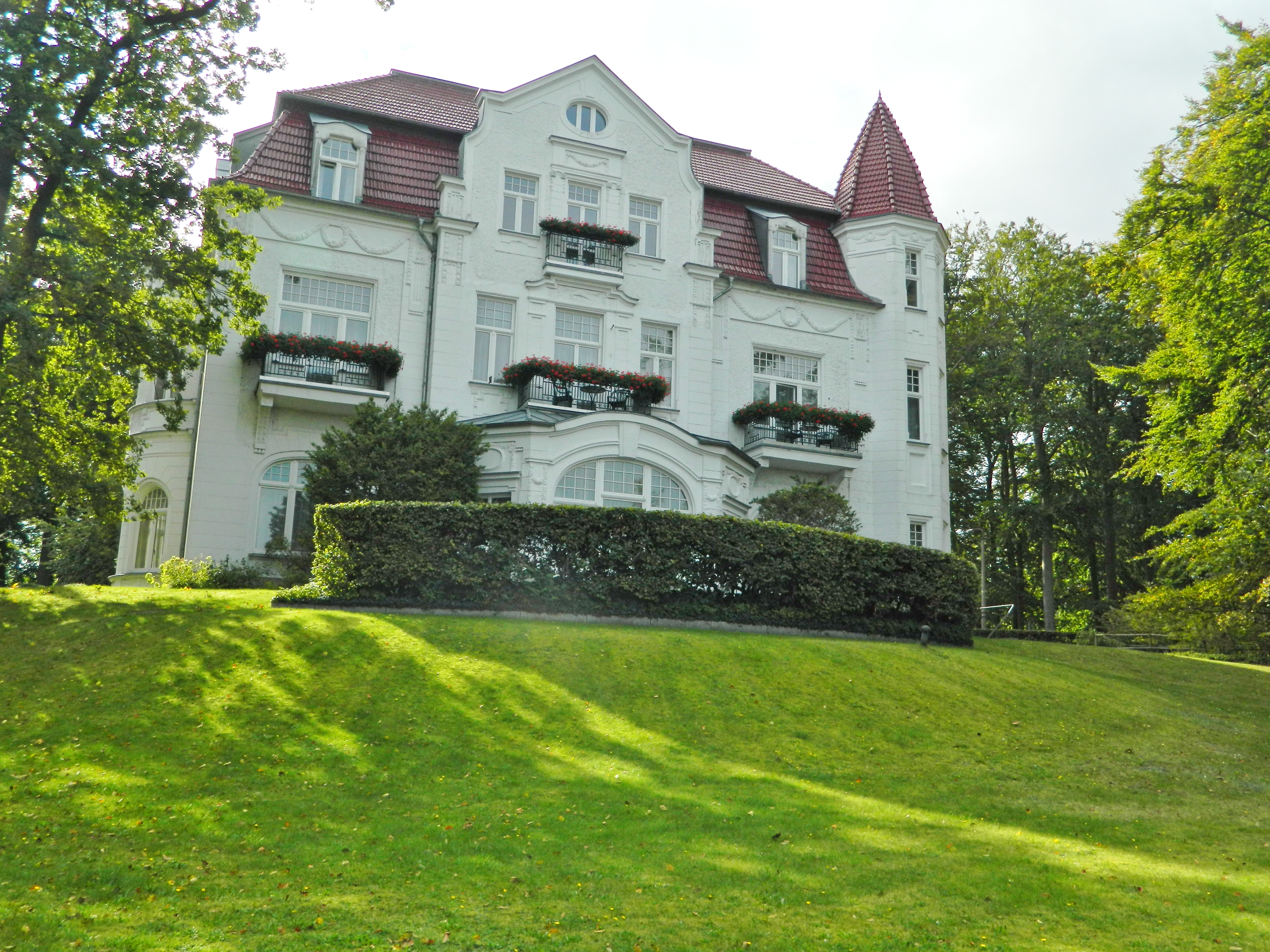
Villa Staudt von der Uferpromenade her gesehen

Die Villa Staudt in der Delbrückstraße 6 im Seebad Heringsdorf im Landkreis Vorpommern-Greifswald ist ein Baudenkmal der Bäderarchitektur.

## Geschichte

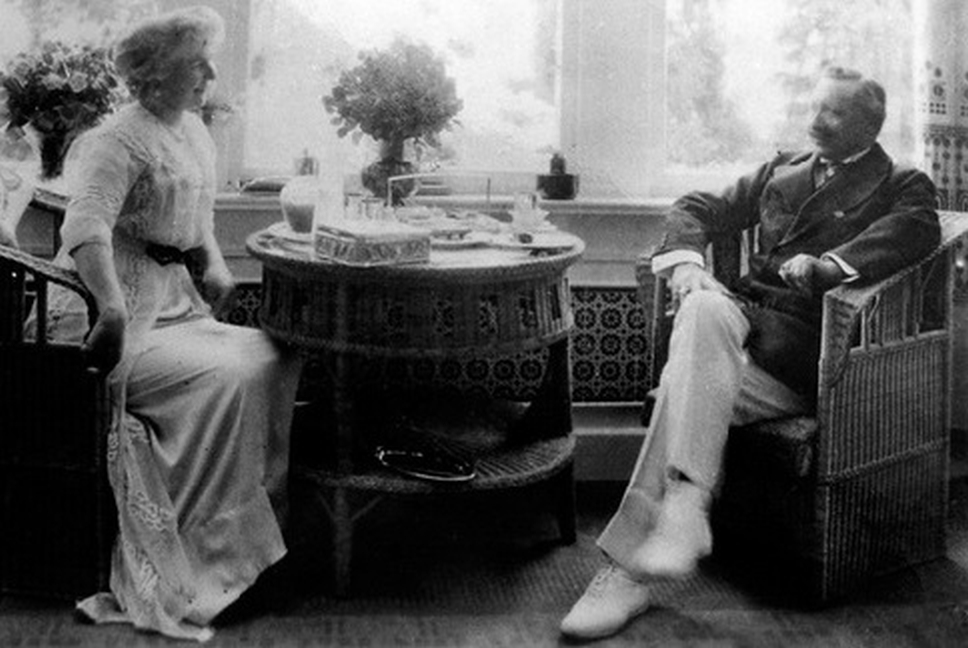
Elisabeth Staudt unterhält sich im Salon der Villa Staudt mit Kaiser Wilhelm II.

Die Villa wurde 1873 errichtet. Nach 1880 wurde sie von dem Berliner Großkaufmann Wilhelm Staudt gekauft, der sein Vermögen im Südamerikahandel erworben hatte. Die Familie Staudt gab dem Haus den Namen Miramar. Konsul Wilhelm Staudt starb 1906, seine Witwe Elisabeth Staudt und Mutter von Richard Staudt erbte das Unternehmen und führte es selbständig weiter. Elisabeth Staudt wurde bei der Hochzeit ihrer Tochter Auguste-Viktoria und dem Rittmeister Wilhelm von Kummer mit Kaiser Wilhelm II. bekannt gemacht, der Taufpate des Bräutigams war. Zwischen 1909 und 1912 kam Wilhelm II. jährlich im Rahmen seiner Nordlandreise zu einer Flotteninspektion nach Swinemünde. Dabei kam er jedes Mal nach Heringsdorf, wo Elisabeth Staudt ihn in ihrer Villa zum Tee empfing.
1938 kaufte Theodor Morell, der Leibarzt Adolf Hitlers, die Villa und richtete ein privates Sanatorium ein. Ende 1943 beschlagnahmte die Wehrmacht das Haus, um es als Außenstelle des Swinemünder Lazaretts zu nutzen.
In der DDR diente die Villa der Interflug als Betriebserholungsheim mit dem Namen „Wilhelm Pieck I“. Nach der deutschen Wiedervereinigung wurde die Villa Staudt saniert und beherbergt heute elf Ferienwohnungen.

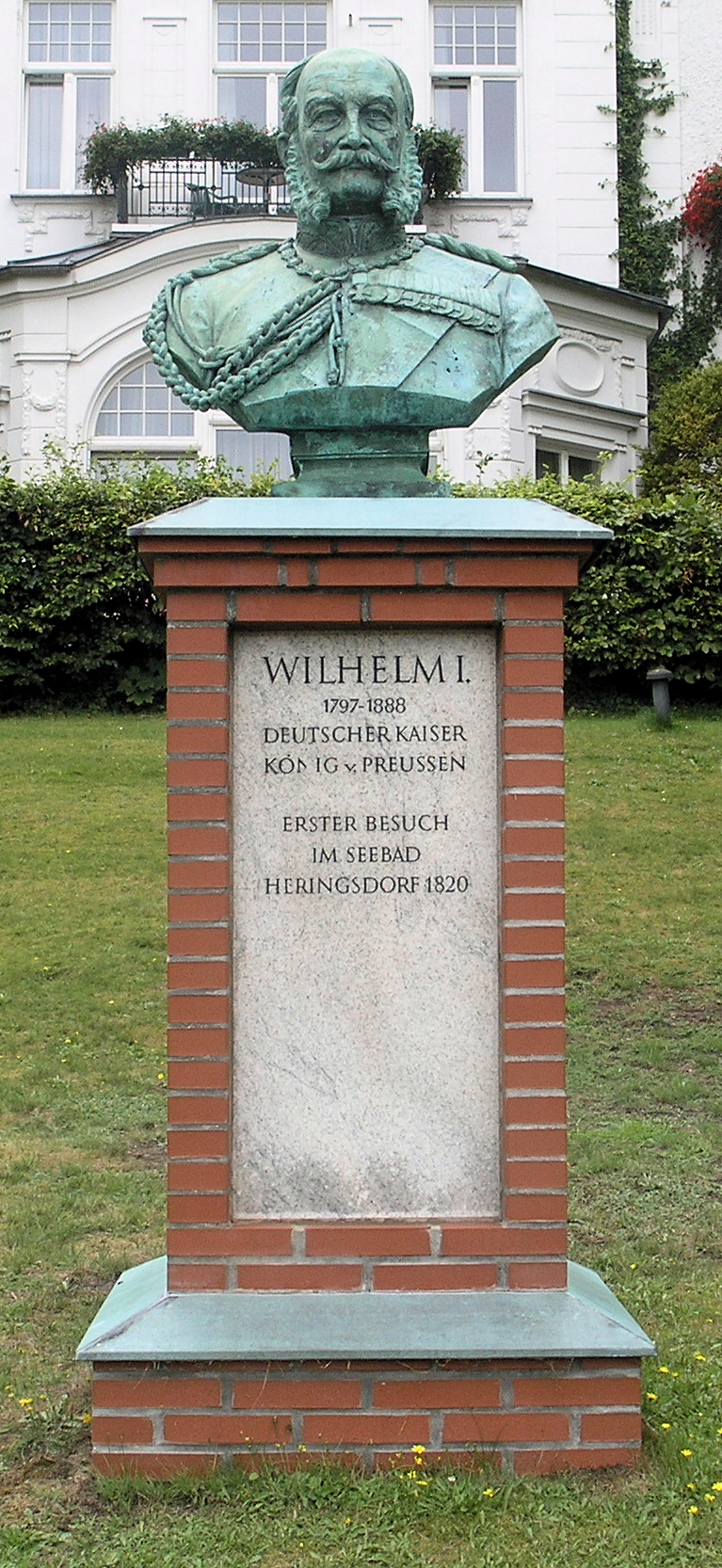
Denkmal für Kaiser Wilhelm I.

Im Garten befindet sich seit 2003 ein von Georg Ferdinand Howaldt nach einem Entwurf von Heinrich Pohlmann geschaffenes Denkmal für Kaiser Wilhelm I. Dieses war in Helmstedt bei Aufräumarbeiten aufgefunden worden. Die Gemeinde Heringsdorf sprach sich gegen eine Aufstellung auf Gemeindeland aus.

## Gebäude
Die Villa Staudt ist ein zweigeschossiger Putzbau mit Mansarddach. Jeweils ein Mittelrisalit befindet sich an der Vorder- und der Rückseite des Gebäudes. Der rückseitige trägt ein aufgeputztes Familienwappen. An der rechten Seite befindet sich ein dreigeschossiger runder Eckturm.